# Норвешка на Европском првенству у атлетици у дворани 2015.
Норвешка је учествовала на 33. Европском првенству у дворани 2015, одржаном у Прагу , Чешка, од 5. до 8. марта. Ово је двадесетдевето европско првенство у дворани од 1970. године када је Норвешка први пут учествовала. Репрезентацију Норвешке представљало је 12 спортиста (6 мушкараца и 6 жена) који су се такмичили у 10. дисциплина (5 мушких и 5 женских).
На овом првенству представници Норвешке су освојили једну бронзану медаљу и у укупном пласману поделили 32. место. Оборена су 3 национална и 4 лична рекорда, као и 2 најбоља лчна резултата сезоне.
У табели успешности (према броју и пласману такмичара који су учествовали у финалним такмичењима (првих 8 такмичара)) Норвешка је са 4 учесника у финалу била 17. са 18 бодова, од 33 земље које су имале представнике у финалу. Укупно је учествовало 49 земаља.
| Пл. | Земља    | 1. место | 2. место | 3. место | 4. место | 5. место | 6. место | 7. место | 8. место | Бр. фин. Бод. |
| --- | -------- | -------- | -------- | -------- | -------- | -------- | -------- | -------- | -------- | ------------- |
| 17. | Норвешка | –        | –        | 1 - 6    | 1 - 5    | 1 - 4    | 1 - 3    | –        | –        | 4 - 18        |

## Учесници
| Мушкарци: - Андреас Рот — 800 м - Томас Рот — 800 м - Хенрик Ингебригстен — 1.500 м, 3.000 м - Филип Ингебригстен — 1.500 м - Per Magne Florvaag — Скок мотком - Ејрик Грејброк Долве — Скок мотком | Жене: - Езине Окпараебо — 60 м - Лина Клостер — 400 м - Трине Мјоланд — 800 м - Изабеле Педерсон — 60 м препоне - Катарина Мегенбург — Скок увис - Надија Акпана Аса — Скок удаљ |  |

## Освајачи медаља (1)

### Бронза (1)
- Хенрик Ингебригстен — 3.000 м

## Резултати

### Мушкарци
| Атлетичар            | Дисциплина  | Лични рекорд | Квалификаије | Квалификаије  | Полуфинале           | Полуфинале           | Финале               | Финале  | Детаљи |
| Атлетичар            | Дисциплина  | Лични рекорд | Резултат     | Место         | Резултат             | Место                | Резултат             | Место   | Детаљи |
| -------------------- | ----------- | ------------ | ------------ | ------------- | -------------------- | -------------------- | -------------------- | ------- | ------ |
| Андреас Рот          | 800 м       |              | 1:49,09      | 4. у гр. 1 кв | 1:57,56              | 6. у пф. 3           | Није се квалификовао | 18 / 40 |        |
| Томас Рот            | 800 м       | 1:47,26      | 1:49,73      | 3. у гр. 4    | Није се квалификовао | Није се квалификовао | Није се квалификовао | 19 / 40 |        |
| Филип Ингебригстен   | 1.500 м     |              | 3:50,15      | 7. у гр. 4    |                      |                      | Није се квалификовао | 24 / 28 |        |
| Хенрик Ингебригстен  | 1.500 м     | 3:44,00      | 3:49,36      | 6. у гр. 1 КВ | 3:39,70 НР           | 6 / 28               |                      |         |        |
| Хенрик Ингебригстен  | 3.000 м     | 7:55,77      | 7:47,83 ЛР   | 4. у гр. 2 КВ | 7:45,54 НР           |                      |                      |         |        |
| Пер Магне Флорваг    | Скок мотком | 5,37         | 5,45 'ЛР     | 14.           | Није се квалификовао | 14 / 21 (24)         |                      |         |        |
| Ејрик Грејброк Долве | Скок мотком | 5,45         | 5,25         | 2. у гр. А    | Није се квалификовао | 17 / 21 (24)         |                      |         |        |

### Жене
| Атлетичарка        | Дисциплина   | Лични рекорд | Квалификаије | Квалификаије  | Полуфинале            | Полуфинале            | Финале                | Финале      | Детаљи |
| Атлетичарка        | Дисциплина   | Лични рекорд | Резултат     | Место         | Резултат              | Место                 | Резултат              | Место       | Детаљи |
| ------------------ | ------------ | ------------ | ------------ | ------------- | --------------------- | --------------------- | --------------------- | ----------- | ------ |
| Езине Окпараебо    | 60 м         | 7,13 НР      | 7,17 ЛРС     | 1. у гр. 5 КВ | 7,15 ЛРС              | 2. у пф. 1 КВ         | 7,10 НР               | 4 / 37 (38) |        |
| Лина Клостер       | 400 м        | 52,78 НР     | 54,21        | 4. у гр. 3    | Није се квалификовала | Није се квалификовала | Није се квалификовала | 22 / 28     |        |
| Трине Мјоланд      | 800 м        | 2:05,27      | 2:04,71 ЛР   | 4. у гр. 1    | Није се квалификовала | Није се квалификовала | Није се квалификовала | 12 / 20     |        |
| Изабел Педерсон    | 60 м препоне | 8,02         | 8,07         | 2. у гр. 2 КВ | 7,95 ЛР               | 3. у пф. 1 КВ         | 7,96                  | 5 / 24 (26) |        |
| Катарина Мегенбург | скок увис    | 1,88         | 1,87         | 11.           |                       |                       | Нису се квалификовале | 11 / 22     |        |
| Надија Акпана Аса  | скок удаљ    | 6,36         | 6,08         | 19.           | 19. / 22              |                       | Нису се квалификовале |             |        |